# انبساط حرارتی

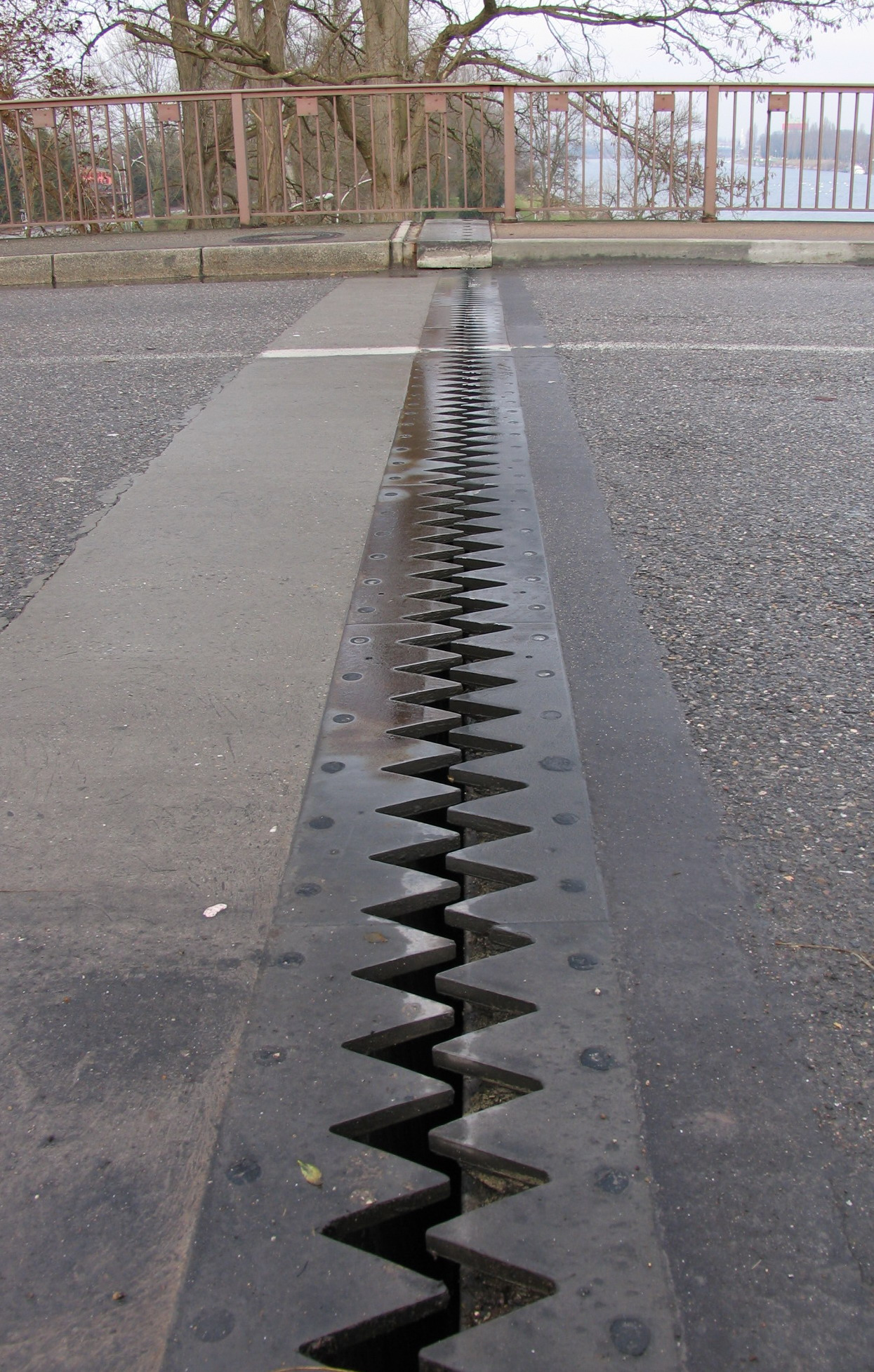
لرزه‌گیر در یک پل برای جلوگیری از آسیب ناشی از انبساط حرارتی

انبساط حرارتی (به انگلیسی: Thermal expansion) تمایل ماده به تغییر شکل، مساحت، حجم و چگالی خود در پاسخ به تغییر دما است که معمولاً شامل انتقال فاز نمی‌شود.

## تعریف
انبساط حرارتی تمایلی است که ماده به تغییر در حجم در پاسخ به یک تغییر در درجه حرارت از طریق انتقال حرارت دارد. دمای یک تابع یکنوا از متوسط انرژی جنبشی مولکولی یک ماده است. هنگامی که یک ماده گرم می‌شود، انرژی جنبشی مولکولهای آن را افزایش می‌یابد بنابراین، مولکول‌ها شروع به حرکت بیشتر و معمولاً به‌طور متوسط تفکیک و جدایی بیشتری را حفظ می‌کند. مصالحی که بر اثر افزایش حرارت منقبض می‌شوند عمومی هستند؛ این تأثیر در اندازه محدود می‌شود و تنها در محدوده درجه حرارت رخ می‌دهد. نوعی ویژگی ذاتی دارند که آن‌ها را قادر می‌سازد تا در برابر تغییرات دمای محیط پیرامون به‌طور برگشت‌پذیر واکنش نشان دهند. تغییرات دمایی ممکن است تأثیر غیرفعال داشته باشد به طوری که مصالح به‌طور مداوم وضعیت دمای داخلی خود را با وضعیت طبیعی پیرامونش از طریق پوسته بیرونی تنظیم کند و اگر تأثیرات آن به صورت فعال باشد، نوعی گرمایش فعال با بکار بردن یک میدان الکتریکی از طریق تماس ایجاد می‌شود.

## کاربرد مصالح دما واکنشی
مصالح دما واکنشی به نوبه خود انواع و اقسام متنوعی از متریالها را شامل می‌شوند اما تعداد محدودی از آن‌ها در معماری کاربرد دارند. در زیر نمونه‌ای از آن‌ها و کاربرد آن در یک پروژه ساختمانی ارائه می‌شود.
مصالح منبسط شونده (مخفف انگلیسی: TEM) نمونه‌ای از مصالح دما واکنشی هستند که دارای ضریب انبساط گرمایی‌اند. گرماسنج‌ها از اولین سیستم‌هایی بودند که با به‌کارگیری چنین مصالحی ساخته شد. اما مهم‌ترین کاربرد آن‌ها در معماری در ترموستات‌های گرمایشی برای سرویس‌های خدماتی ساختمان و همچنین به عنوان محرکهای ویژه‌ای در گلخانه‌ها و در نمای ساختمانها برای کنترل و مدیریت انرژی به کار می‌روند. کاربرد دیگر آن‌ها در سیستم تهویه اتاق‌های ساختمان می‌باشد. با وجود اینکه مصالح منبسط شونده در دهه‌های اخیر به عنوان اجزای ترموستات ها بکار می‌رفته‌اند اما استفاده از آن‌ها برای تهویه اتوماتیک ساختمان مربوط به چند سال اخیر می‌شود. طرز کار این سیستم نیز به گونه‌ای است که در دماهای مشخص سیستم باز یا بسته می‌شود تا شرایط تهویه مناسب فضا را فراهم سازد. آن‌ها همچنین می‌توانند با بالا بردن یا پایین آوردن بخشهایی از پوشش بام به صورت اتوماتیک، به عنوان اجزای سیستم تهویه در نمای ساختمانها طراحی شوند.

## نمونه
در سال ۲۰۰۴ میلادی یک مسابقه معماری برای طراحی و روش ساخت مرکز گردهمایی و اسناد در محل کمپ سابق در شهر هینزرت آلمان برگزار شد. ایده معمار برای طراحی این بنا فرم مدور موجود در طرح پیشین این بنا بوده‌است که از آن به عنوان عنصر پایه طراحی و اصل ساختاری متحرک خود استفاده نمود. دیوارهایی که این سرسرا را شکل می‌دهند ساختاری مدور با نمای شیشه‌ای بدون قاب دارند که دارای یک روکش فلزی از قسمت خارجی است. این نما حالت متحرک و پویا دارد و می‌تواند مقادیر متغیری از نور خورشید را به داخل ساختمان بفرستد. این نما به پانلهای دوگانه‌ای تقسیم شد؛ که بر روی یک محور قادر به چرخش براساس زوایای متغیر هستند (زوایای چرخش بستگی به زاویه تابش خورشید دارد) استفاده از لایه نازک سلولهای خورشیدی در کنار مصالح دما واکنشی (TEM)ین امکان را فراهم،
می‌کند تا به صورت خودکار میزان اشعه نور ورودی به ساختمان کنترل شود. برای محدود نمودن تأثیرات انرژی گرمایی و برای اطمینان از اینکه اشعه نور تنها محرک کنترل‌کننده می‌باشد، اجزای (TEM) به این سیستم عایق گرمایی، اضافه شده‌اند. هم‌زمان ورقه‌های مستقر در گوشه‌های نما نیز به سمت بخش بیرونی که بیشترین میزان تابش وجود دارد حرکت نموده و سلولهای خورشیدی و کلکتورهای موجود در بام، ایده انرژی محوری این پروژه را تکمیل می‌نمایند.